# Candle In The Wind 1997

Coperta albumului

"Candle in the Wind 1997" (Lumânare în bătaia vântului) este o refacere a melodiei "Candle in the Wind" de Sir Elton John care a fost difuzată ca tribut adus pentru Diana, Prințesă de Wales: cu peste 37 de milioane de copii vândute, este cea mai bine vândută melodie din toate timpurile. La data difuzării, în septembrie 1997, cântecul a atins numărul unu în top în Marea Britanie, devenind al patrulea single al lui John care a ajuns pe locul întâi și în majoritatea celorlalte țări din lumea întreagă, devenind și primul cântec care a ajuns pe locul întâi în fiecare dintre cele patru țări mari din industria muzicală: Statele Unite, Marea Britanie, Germania și Japonia.
Versiunea din 1997 a melodiei "Candle in the Wind" se bazează pe versiunea din 1973 a cântecului  "Candle in the Wind," cântat de Elton John. Versurile acelei versiuni, scrise de Bernie Taupin, erau un omagiu adus actriței Marilyn Monroe. Versurile cu care începea versiunea din 1973, "Goodbye Norma Jean, though I never knew you at all," (Adio, Norma Jean, deși nu te-am cunoscut deloc) au fost adaptate ca "Goodbye England's rose, may you ever grow in our hearts" (Adio, trandafir al Angliei, vei crește mereu în inimile noastre). De fapt, majoritatea versurilor au fost adaptate pentru a se potrivi cu împrejurările vieții și morții Dianei, dar o omisiune notabilă și ironică în mod tragic a fost versul "Even when you died, the Press still hounded you" (Chiar și după moarte, presa tot te-a hărțuit). 

## Informații despre cântec
În 31 august 1997, Diana, Prințesă de Wales a murit într-un accident de mașină în Paris, Franța. Știrile l-au șocat imediat pe Elton John, căci el și Prințesa fuseseră buni prieteni. El  pierduse și  un alt bun prieten, stilistul Gianni Versace.  In aceleași vara și fusese prezent la înmormântarea lui, alături de Diana.
După moartea acestor prieteni, John a suferit de o depresie adâncă.  După ce și-a revenit, John a-a hotărât să îi aducă un omagiu Dianei. L-a căutat pe un vechi partener si  compozitor, Bernie Taupin.  Acesta  scrie versuri similare celor din cântecul "Candle in the Wind",. George Martin a adăugat un cvartet de coarde, (Peter Manning, Keith Pascoe, Levine Andrade și Andrew Shulman) și suflătorul (Pippa Davies, flaut) pentru a sincroniza înregistrarea.
John a cântat "Candle in the Wind 1997" în public, doar o singură dată, la moartea Dianei, Prințesă de Wales, în Westminster Abbey, în 6 septembrie 1997. Deși continuă să interpreteze versiunea originală din 1973 a cântecului, în concertele sale, a refuzat în repetate rânduri cererile de a interpreta versiunea din 1997. El a refuzat chiar și când i s-a cerut acest lucru la concertul memorial Concert pentru Diana din iulie 2007, jurând să nu mai interpreteze niciodată acest cântec decât dacă îi cer fiii Dianei. Cântecul nu a mai fost deloc relansat pe niciunul dintre celelalte albume sau compilații ale sale.

## Urcare în top
Deoarece cântecul era un omagiu adus Dianei și deoarece numărul celor care au dorit melodia fusese mare, analiștii topurilor se așteptau ca acest cântec să ajungă printre primele în topuri, însă rezultatele au întrecut orice așteptări. Lansat în 13 septembrie 1997, cântecul a devenit single-ul cu cele mai rapide vânzări din Marea Britanie, vânzând 658,000 de copii în Marea Britanie doar în ziua aceea, și peste 1.5 milioane de copii în prima săptămână. Single-ul a rămas pe locul întâi timp de 5 săptămâni. În total, a vândut 4.86 milioane de copii în Marea Britanie, întrecând recordul vechi de 13 ani deținut de Band Aid "Do They Know It's Christmas?" (Oare ei știu că e Crăciun?). A fost certificat ca single-ul cu cele mai multe vânzări din toate timpurile din Marea Britanie.
Reacția din SUA a fost foarte asemănătoare. A devenit al VII-lea album/cântec din istorie care a  debutat pe locul întâi și a avut vânzări de peste un milion de copii în prima săptămână de la apariție. Drept consecință, albumul/single-ul a rămas pe locul întâi timp de 14 săptămâni, fiind un record pentru un artist solo masculin. În total, a avut câștiguri de peste 11 milioane de copii în Statele Unite  și a ajuns pe locul 1 între cele mai bine vândute singles din lumea întreagă, după ce a avut cereri de aproape 9 milioane... și vânzări de peste 37 miliaone de copii în lumea întreagă, fiind cele mai mari din toate timpurile. 
Pe lângă faptul că a fost cel mai bine vândut single din SUA, este și cel mai des transportat cu vaporul din SUA, cu o atestare a 11× Platinum. Acest lucru face cântecul "Candle in the Wind 1997" să fie singurul cântec din SUA care a fost un diamant cu certificat.
Succesull său a fost imens și în majoritatea celorlalte țări din lume. În Canada, a petrecut trei ani în top 20, cu 46 de săptămâni pe un loc de frunte. Totuși, performanțele neobișnuite ale cântecului în topuri, în Canada, au fost explicate și printr-un factor structural — datorită lipsei relative a singe-urilor pe CD disponibile în magazinele canadiene, în câteva săptămâni, cântecul a fost în topurile vânzărilor de mai puțin de 100 de copii în întreaga țară.
În lumea întreagă, peste 33 de milioane de copii s-au vândut pe glob, făcându-l cel mai bine vândut single din lumea întreagă. S-a estimat că, fiind în vârful vânzărilor. Aproape șase copii pe secunda, ale acestui single au fost vândute în lume. Toate profiturile din drepturile de autor ale artistului, compozitorului și ale companiei de înregistrări au fost donate fundației  Fundația memorială Diana, Prințesă de Wales.
- Acest cântec a fost parodiat în Simpsonii episodul "Funeral for a Fiend" (Înmormântarea unui prieten) (o parodie a altui cântec al lui Elton John, "Funeral for a Friend", Înmormântarea unui prieten) cu Clovnul Krusty cântând versuri schimbate în timp ce cântau la piano la înmormântarea lui Sideshow Bob.